# Skorpena pospolita
Skorpena pospolita (Scorpaena scrofa) – drapieżna ryba morska z rodziny skorpenowatych. Poławiana, hodowana w akwariach publicznych.
Występowanie: wschodni Ocean Atlantycki i Morze Śródziemne oraz Morze Czarne na głębokościach od 20 do 500 metrów.

## Opis
Ciało masywne, uzbrojone w kolce – promienie płetwowe połączone z gruczołami jadowymi u ich podstawy. Ukłucia bardzo bolesne dla człowieka.
Największa z wschodnioatlantyckich ryb skorpenowatych. Osiąga przeciętnie ok. 30 cm, maksymalnie do 50 cm długości. Jednak zdarzają się okazy dochodzące do 1 metra długości i żyjące nawet 100 lat.
Ukrywa się wśród skał, raf lub zagrzebuje w piaszczystym lub mulistym dnie. Żywi się drobnymi rybami, skorupiakami i mięczakami.
Skorpenę liczącą około 100 lat wyłowiła w marcu 2007 komercyjna łódź rybacka na Morzu Beringa. Ryba miała nieco ponad metr długości i ważyła 27 kg. Naukowcy ocenili jej wiek na 90–115 lat. Było to możliwe dzięki pobraniu elementów narządu zmysłu równowagi, tzw. otolitów. Mają one przypominające słoje drzew pierścienie, na podstawie których można w przybliżeniu określić wiek osobnika. Olbrzymia skorpena została przekazana do ośrodka naukowego w Seattle. Zdaniem specjalistów okaz wcale nie był rekordowy – naukowcom udało się już zaobserwować skorpenę o długości 1,2 metra.